# Ligamentum hepatoduodenale
Das Ligamentum hepatoduodenale ist ein Band, das die Leber mit dem Zwölffingerdarm verbindet und Bestandteil des kleinen Netzes (Omentum minus). In ihm verlaufen anatomische Strukturen von und zur Leber:
- Arteria hepatica propria
- Vena portae
- Ductus choledochus und Richtung Leber Anteile des Ductus cysticus[1]

Der Ductus choledochus verläuft rechts, die Vena portae meist mittig und links befindet sich die A. hepatica propria.
Öfters ist eine Verbreiterung des Ligamentum hepatoduodenale vorzufinden und wird dann auch als Ligamentum hepatocolicum bezeichnet. Dieses verbindet wiederum die Flexura coli dextra mit der Leber.
Ein operatives Abklemmen des Ligamentum hepatoduodenale zur Blutstillung oder bei Eingriffen an der Leber wird Pringle-Manöver genannt.